# Richard Scott Perkin
Richard Scott Perkin, detto Dick (1906 – 1969), è stato un imprenditore statunitense.
Da giovane si appassionò di astronomia e incominciò a costruire telescopi e a molare lenti e specchi. Frequentò un corso di ingegneria chimica ma abbandonò gli studi dopo solo un anno ed iniziò a lavorare nel mondo della finanza presso la Borsa di New York.
Nel 1937 con un suo amico, Charles Wesley Elmer, anche lui appassionato di astronomia fondò a New York la società PerkinElmer per la produzione di strumentazione ottica e scientifica divenendone Presidente fino al 1960 per poi assumere la carica di Presidente del Consiglio di Amministrazione fino alla data della sua morte. Sostenne la ricerca astronomica in particolare presso l'Harvard College Observatory. Sua moglie Gladys divenne CEO della PerkinElmer dopo la sua morte e come suo marito sostenne la ricerca astronomica facendo parte di numerosi comitati in tale ambito.
A Richard Scott Perkin la UAI ha intitolato il cratere lunare Perkin e, insieme a sua moglie Gladys T. Perkin,  l'asteroide 2482 Perkin.